# Royal Pari Fútbol Club
Royal Pari Fútbol Club é um clube de futebol boliviano baseado na cidade de Santa Cruz de la Sierra. Foi fundado em 2002, manda seus jogos no Estádio Ramón Tahuichi Aguilera com capacidade para 38 000 espectadores e atualmente disputa a Primeira Divisão do Campeonato Boliviano.

## História
O clube foi fundado em 2002 no bairro de El Pari, em Santa Cruz de la Sierra, e registrou-se para competir no Campeonato da Associação de Santa Cruz (Asociación Cruceña de Fútbol), alcançando a divisão Primera B da ACF (terceiro nível) em 2006, mas sendo rebaixado depois de terminar em último no torneio de rebaixamento.[carece de fontes?] O Royal Pari retornou à Primera B em 2009 e ficou nesta divisão até 2012, quando foi promovido à Primera A da ACF. O clube teve resultados ruins em sua primeira temporada na competição, totalizando apenas 23 pontos em 38 jogos e sofrendo 80 gols.
Em 14 de setembro de 2013, o clube foi comprado pelo Grupo SION e retornou à Primera A da ACF ao vencer o campeonato Primera B após uma temporada. Em seu retorno à Primera A para a temporada 2014–15, o clube estabeleceu uma série invicta de 12 partidas e terminou como vice-campeão depois de perder uma partida de desempate para o Guabirá, qualificando-se para a Copa Bolívia que seria realizada em Santa Cruz de la Sierra. O clube terminou em primeiro lugar do seu grupo após derrotar o Deportivo Arauco Prado e se classificou para a Liga Nacional B, equivalente à segunda divisão nacional.
A temporada 2015–16 foi a primeira aparição do Royal Pari na Nacional B, na qual eles foram eliminados na fase semifinal pelo Universitario de Tarija. O Royal Pari retornou a Primera A da ACF na temporada 2016–17, terminando como vice-campeão na primeira etapa e na quinta colocação na segunda etapa. Como os Destroyers haviam vencido ambas as etapas e se tornado campeões, o vice-campeão de ambas as etapas teve que jogar pela segundo vaga na Nacional B, agora através da Copa Simón Bolívar. Nesse desempate, o Royal Pari venceu o Real América e se classificou para a competição junto com os Destroyers.
Na Copa Simón Bolívar de 2017, o Royal Pari foi colocado em um grupo com os representantes dos departamentos de Beni, Pando e com os Destroyers como representantes de Santa Cruz. Depois de uma expressiva campanha nesta fase, em que ganhou 24 pontos em 10 jogos, qualificou-se para as semifinais, onde enfrentou o Atlético Bermejo do departamento de Tarija. O primeiro jogo foi vencido pelo Royal Pari por 1–0, enquanto o segundo em Bermejo terminou com um empate em 2–2, qualando o clube para a final. Contra o Deportivo Kala de Oruro, com quem empatou os dois jogos, o Royal Pari forçou um jogo de desempate em Sucre, onde venceu por 6–2 e conquistou seu primeiro acesso para a Primeira Divisão nacional.
Em sua primeira temporada na División Profesional, o clube terminou em quinto lugar na tabela acumulada de 2018 e garantiu classificação para a Copa Sul-Americana de 2019, marcando sua primeira aparição em uma competição internacional. No Torneio Clausura, brigou pelo título até a última rodada com o San José de Oruro, o que lhe daria a classificação a Copa Libertadores da América, mas ao empatar com o adversário na última rodada finalizou em terceiro lugar com 50 pontos.